# Antonio Royo Marín
Antonio Royo Marín O.P. (1913, Morella, Província de Castelló - 17 d'abril de 2005, Atarrabia, Navarra) fou un dominic espanyol, influent teòleg i moralista que conservà i comprengué en moltes obres l'ensenyament i l'espiritualitat catòlics, sobretot seguint la doctrina de Sant Tomàs d'Aquino. Destacà per la seva sensibilitat i interès per apropar a l'home contemporani la tradició espiritual i teològica cristianes, la qual cosa el feu estar en constant diàleg amb les preocupacions del món.
Quan tenia quinze anys, el 1928, tota la família va traslladar-se de Morella a Madrid, i s'instal·laren a l'Avinguda de Reina Cristina 8, des d'on veien el convent dominic i la Reial Basílica de la Mare de Déu d'Atocha. Amb prou feines arribat a la capital espanyola, formà part de la Unió Catòlica d'Atocha, i fou testimoni in visu de la crema i destrucció del convent i de la basílica.
Va demanar l'ingrés al noviciat dominic, però una tuberculosi l'obligà a tornar a casa. Començà a estudiar filosofia al seminari de Madrid del 1934 al 1935.
El 1939 tornà a l'orde de dominics i el 1944 fou ordenat prevere. Fou professor emèrit de teologia moral i dogmàtica de la Universitat de Sant Esteve de Salamanca. Rebé del Papa Joan Pau II la medalla Pro Ecclesia et Pontifice en consideració a la seva dedicació a l'Església i al Papat. Els últims anys de la seva vida els passà a Madrid, fins quinze dies abans de la seva mort, quan fou traslladat a Pamplona per rebre les cures mèdiques.